# Herichthys labridens
Herichthys labridens és una espècie de peix de la família dels cíclids i de l'ordre dels perciformes.

## Morfologia
- Els mascles poden assolir 25 cm de longitud total.[4][5]

## Hàbitat
Viu en zones de clima tropical entre 22 °C-30 °C de temperatura.

## Distribució geogràfica
Es troba a Amèrica: conca del riu Panuco (Mèxic).